# Rudolf Kurka
Rudolf Kurka (15. března 1915 Třeboň – 29. června 2000 Tábor) byl český pedagog, botanik a ochránce přírody.

## Životopis
Rudolf Kurka se narodil 15. března 1915 v Třeboni. Po vystudovaní učitelského ústavu v Soběslavi, kde ve stejnou dobu studoval i jeho přítel František Kotlaba, a povinné vojenské službě začal vyučovat v Jílovicích a ve Veselí nad Lužnicí, kde od roku 1942 žil. Zde se oženil s učitelkou Boženou, se kterou žil na kraji města.
Do roku 1935 byl členem Československé biologické společnosti (ČSBS) a ve stejném roce se stal členem Přírodovědeckého klubu v Praze. V roce 1941 získal peněžitou podporu na výzkum Třeboňské pánve, kde se věnoval floristice. Rovněž provedl soupis stromů v okresech Lomnice nad Lužnicí a Veselí nad Lužnicí. Během druhé světové války byl totálně nasazen.
V roce 1945 založil přírodovědeckou část muzea ve Veselí nad Lužnicí a v roce 1959 pobočku Československé biologické společnosti v Jihočeském kraji. Zkoumal vliv na životní prostředí trasy dálnice D3 mezi Táborem a Veselím nad Lužnicí. Byl velkým ochráncem přírody, o čemž vyučoval na Střední odborné škole pro ochranu a tvorbu životního prostředí ve Veselí nad Lužnicí (SOŠEP).
Rudolf Kurka zemřel 29. června 2000 v táborské nemocnici na infarkt myokardu. Bylo mu 85 let. Urna s jeho popelem byla uložena v rodinné hrobce u kostela Povýšení svatého Kříže ve Veselí nad Lužnicí. Jeho manželka Božena zemřela v roce 1982.